# Episodi di Flikken (quarta stagione)
La quarta stagione della serie televisiva Flikken è stata trasmessa in anteprima in Belgio dalla één tra il 1º settembre 2002 e il 24 novembre 2002.
| nº | Titolo originale | Titolo italiano | Prima TV Belgio   | Prima TV Italia |
| -- | ---------------- | --------------- | ----------------- | --------------- |
| 1  | Vluchtmisdrijf   | inedito         | 1º settembre 2002 | inedito         |
| 2  | Joyrider         | inedito         | 8 settembre 2002  | inedito         |
| 3  | Hug drug         | inedito         | 15 settembre 2002 | inedito         |
| 4  | Trafiek          | inedito         | 22 settembre 2002 | inedito         |
| 5  | Liana            | inedito         | 29 settembre 2002 | inedito         |
| 6  | Roof             | inedito         | 6 ottobre 2002    | inedito         |
| 7  | Verdwaalde kogel | inedito         | 13 ottobre 2002   | inedito         |
| 8  | Getipt           | inedito         | 20 ottobre 2002   | inedito         |
| 9  | Bloedgeld        | inedito         | 27 ottobre 2002   | inedito         |
| 10 | Snoepgoed        | inedito         | 3 novembre 2002   | inedito         |
| 11 | K                | inedito         | 10 novembre 2002  | inedito         |
| 12 | Selina           | inedito         | 17 novembre 2002  | inedito         |
| 13 | Vaarwel          | inedito         | 24 novembre 2002  | inedito         |